# جزیره آگوستوس (استرالیای غربی)
جزیره آگوستوس (استرالیای غربی) (به انگلیسی: Augustus Island (Western Australia)) یک منطقهٔ مسکونی در استرالیا است که در استرالیای غربی واقع شده‌است.

## خصوصیات
جزیره آگوستوس ۰ نفر جمعیت دارد.